# ロサンゼルスを舞台とした作品一覧
ロサンゼルスを舞台とした作品一覧（ロサンゼルスをぶたいとしたさくひんいちらん）は、ロサンゼルス市およびロサンゼルス郡をモチーフロケーションとした文芸、ドラマ、映画、漫画、アニメーション作品について記述する。

## 文芸作品（小説・書籍）
- IQ（ジョー・イデ）
- ある日系人の肖像
- LAヴァイス
- ハリー・ボッシュシリーズ
- ピーター・デッカー&リナ・ラザラスシリーズ
- フリーダム・ライターズ
- 水の戒律
- リンカーン弁護士
- レス・ザン・ゼロ

## テレビドラマ
- アウェイク 〜引き裂かれた現実
- アルフ
- アントラージュ★オレたちのハリウッド
- うわさの刑事 テキーラとボネッティ
- エイリアス
- エマージェンシー!
- カリフォルニケーション
- グッド・スポーツ
- クローザー
- 刑事コロンボ
- 恋するブライアン
- こちらブルームーン探偵社
- サウスランド
- ボディガード
- 事件記者ルー・グラント
- スニーキー・ピート
- 相続者たち
- ダート
- 探偵レミントン・スティール
- チャーリーズ・エンジェル
- デビアスなメイドたち
- 24 -TWENTY FOUR-
- ドールハウス
- 特捜隊アダム12

## 映画
- アイアンマン
- 愛と哀しみの旅路
- 青いドレスの女
- アイム・ヒア
- アイランド
- 悪魔の赤ちゃん
- 悪魔のワルツ
- 明日を継ぐために
- アドレナリン
- アニー・ホール
- 雨に唄えば
- アメリカン・ヒストリーX
- アルゴ
- イエスタデイ
- イナゴの日
- インセプション
- ウォーター・パニック in L.A.
- ウォルト・ディズニーの約束
- 栄光のハリウッド
- エイリアン・ネイション
- 黄金のアデーレ 名画の帰還
- 狼たちの街
- 鬼ママを殺せ
- カー・ウォッシュ
- カジノ・ハウス
- カリフォルニア・スイート
- 危険な天使
- キスキスバンバン
- キッスで殺せ!
- キングのメッセージ
- 偶然の恋人
- 9時から5時まで
- 刑事ジョー ママにお手上げ
- コフィー
- コラテラル
- ザ・アウトロー
- サーティーン あの頃欲しかった愛のこと
- 13F
- ザ・クラフト
- ザ・コップ
- L.A.スクワッド
- しあわせはどこにある
- シックス・バルーン
- ジャッジ!
- スーパーコップ90
- ゼブラ軍団
- ゾンビコップ
- ダーティ・ボーイズ
- ターミネーターシリーズ
- ダイ・ハード
- チェンジリング
- 地球最後の男オメガマン
- ベスト・キッド
- ラ・ラ・ランド

## 漫画・アニメ
- 赤狩り THE RED RAT IN HOLLYWOOD
- エイリアン通り
- ゴルゴ13
- CIPHER
- 少年残像
- BANANAFISH
- ファミリー!
- ブレードランナー ブラックアウト2022

## 舞台作品
- 失われた楽園

## ゲーム
- LAマシンガンズ